# Liran Liany
Liran Liany (1977. május 24. –) izraeli nemzetközi labdarúgó-játékvezető.

## Pályafutása

### Nemzeti játékvezetés
2006-ban lett az I. Liga játékvezetője.

### Nemzetközi játékvezetés
Az Izraeli labdarúgó-szövetség Játékvezető Bizottsága (JB) terjesztette fel nemzetközi játékvezetőnek, a Nemzetközi Labdarúgó-szövetség (FIFA) 2010-től tartotta nyilván bírói keretében. Több nemzetek közötti válogatott és klubmérkőzést vezetett. FIFA JB besorolás szerint 2011-től a 4. kategóriából a 2. kategóriába sorolták. A izraeli nemzetközi játékvezetők rangsorában, a világbajnokság-Európa-bajnokság sorrendjében többedmagával a 11. helyet foglalja el 1 találkozó szolgálatával. Válogatott mérkőzéseinek száma: 2 (2012. 09. 28.)

#### Világbajnokság
A világbajnoki döntőhöz vezető úton Brazíliába a XX., a 2014-es labdarúgó-világbajnokságra a FIFA JB bíróként alkalmazta.

##### 2014-es labdarúgó-világbajnokság

###### Selejtező mérkőzés
| Időpont           | Helyszín                   | Mérkőzés típusa           | Mérkőzés                | Eredmény | Nézők száma |
| ----------------- | -------------------------- | ------------------------- | ----------------------- | -------- | ----------- |
| 2012. október 12. | A. Le Coq Stadion, Tallinn | előselejtező (D. csoport) | Észtország–Magyarország | 0 : 1    | 3 000       |

#### Európa-bajnokság

##### U17-es labdarúgó-Európa-bajnokság
Szerbia rendezte a 2011-es U17-es labdarúgó-Európa-bajnokságot, ahol a FIFSA JB bíróként alkalmazta.
| Időpont        | Helyszín                   | Mérkőzés típusa              | Mérkőzés             | Eredmény |
| -------------- | -------------------------- | ---------------------------- | -------------------- | -------- |
| 2011. május 3. | FK Inđija Stadion, Ingyia  | csoportmérkőzés (A. csoport) | Franciaország–Anglia | 2 : 2    |
| 2011. május 6. | FK Obilić Stadion, Belgrád | csoportmérkőzés (B. csoport) | Hollandia–Románia    | 1 : 0    |

---
Az európai-labdarúgó torna döntőjéhez vezető úton Ukrajnába és Lengyelországba a XIV., a 2012-es labdarúgó-Európa-bajnokságra az UEFA JB játékvezetőként foglalkoztatta.

##### 2012-es labdarúgó-Európa-bajnokság

###### Selejtező mérkőzés
| Időpont             | Helyszín               | Mérkőzés típusa           | Mérkőzés             | Eredmény | Nézők száma |
| ------------------- | ---------------------- | ------------------------- | -------------------- | -------- | ----------- |
| 2011. szeptember 2. | PSV Stadion, Eindhoven | előselejtező (E. csoport) | Hollandia–San Marino | 11 : 0   | 35 000      |

#### Nemzetközi kupamérkőzések

##### UEFA-bajnokok ligája
| Időpont            | Helyszín                           | Mérkőzés típusa               | Mérkőzés                       | Eredmény |
| ------------------ | ---------------------------------- | ----------------------------- | ------------------------------ | -------- |
| 2012. augusztus 7. | Oláh Gábor utcai stadion, Debrecen | 3. selejtezőkör (2. mérkőzés) | Debreceni VSC–FK BATE Bariszav | 0 : 2    |

##### Európa-liga
| Időpont          | Helyszín                   | Mérkőzés típusa               | Mérkőzés                | Eredmény |
| ---------------- | -------------------------- | ----------------------------- | ----------------------- | -------- |
| 2011. június 14. | Széktói Stadion, Kecskemét | 2. selejtezőkör (1. mérkőzés) | Kecskeméti TE–Aktöbe FK | 1 : 1    |